# Izomerizacija
V kemiji je izomerizacija proces, pri katerem se molekula, ion ali delec molekule pretvori v svoj izomer, ki ima drugačno kemijsko strukturo. Poenostavljeno povedano gre za proces pretvorbe enega izomera v drugega.
Dva dobro poznana primera izomerizacije sta denimo enolizacija in tavtomerizacija. V bioloških sistemih je še posebej prepoznavna izomerizacija rodopsina v očeh, ki je ključna za vid.
Pri dovolj majhni aktivacijski energiji izomerizacijske reakcije bosta v sistemu prisotna oba izomera, in sicer v od temperature odvisnem medsebojnem ravnotežju.

## Primeri in uporaba

### Alkani
Do skeletne izomerizacije prihaja pri tako imenovanem procesu krekinga, ki se uporablja v petrokemični industriji. Pri tovrstni izomerizacijski reakciji pride do krajšanja ogljikovih verig, medtem ko se linearne (nerazvejane) verige pretvarjajo v razvejane izomere.
CH3CH2CH2CH3  →  CH3CH(CH3)CH3 ((n-)butan) → (i-butan/metilpropan/izobutan)
V industriji se izomerizacije poslužujejo, ker so razvejani ogljikovodiki bolj učinkoviti v motorjih z notranjim izgorevanjem.

### Alkeni
V fotokemijski reakciji se lahko trans izomer resveratrola pretvori v cis izomer. Gre za tako imenovano cis-trans izomerizacijo, saj se cis/trans izomer pretvori v svoj par, trans/cis izomer.
Med bolje poznane alkenske izomerizacijske reakcije človeškega organizma spada proces gledanja. Del mrežnice je tudi velika molekula rodopsin, ki ima predel z večjim številom alkenskih dvojnih vezi, pri čemer ima le ena postavitev cis (preostale so v konfiguraciji trans). Zaradi svetlobe, ki vdre v oko in doseže plast mrežnice, se cis-izomer rodopsina spremeni v trans-izomer, posledica česar je kaskada kemijskih reakcij, ki omogočijo zaznavanje slike.

### Drugi primeri
V biokemiji ogljikovih hidratov je ključna izomerizacija aldoz (aldehidna funkcionalna skupina, −CHO) v ketoze (ketonska funkcionalna skupina, −CO). Znan primer sta izomera glukoza (aldoza) in fruktoza (ketoza), ki imata enaki molekulski formuli, a se razlikujeta v svoji strukturni formuli.
Primer organokovinske izomerizacije je nastajanje dekafenilaferocena [(η5-C5Ph5)2Fe] iz njegovega izomera.